# Arnoseris
Arnoseris é um género botânico pertencente à família Asteraceae.